# 土持信村
土持 信村（つちもち のぶむら）は、安土桃山時代の武将。高橋元種の家臣。

## 略歴
天正5年（1577年）、土持久綱の長男として誕生。豊臣秀吉による九州平定の折り、父・久綱に代わり高橋元種が延岡地方の領主になった時、旧土持系の武士の慰撫の為、高橋氏に仕えるようになった。
文禄・慶長の役に従軍するも、籠城戦の最中に病を得、陣中にて没した。